# Pécel tömegközlekedése
Pécel tömegközlekedése az önkormányzat által megrendelt öt helyi járatból, a BKK két agglomerációs vonalából (169E, 956), a maglódi Auchan buszjáratából, a MÁV-csoport elővárosi járataiból áll.

## Helyi járat
Pécel belterületén az autóbuszos személyszállítást a város önkormányzata biztosítja önként vállalt feladatként, üzemeltetésére egy külső céggel, a Weekendbus-szal között szerződést.
Pécelen a 2000-es évek elején elsők között indítottak koncessziós módon saját helyi járatot. A szolgáltató 2009-ig a Pécelbusz Kft., 2016-ig a Tandari-Busz Kft., 2021-ig a Hamsza Kft. volt.
A hálózat öt vonalból áll, amelyek északi és déli szakaszra vannak felosztva. A viszonylatok nagy része csak a város északi részét szolgálja ki, kevés járat érinti a déli városrészt, mivel ezt a területet már kiszolgálja a 169E és az éjszakai 956-os busz. Vasárnap és ünnepnapokon nem közlekednek a helyi járatok.
Autóbuszvonalak a 2021. december 1-je óta érvényes menetrend szerint:
| Vonalszám | Végállomások | Végállomások | Megjegyzés    |
| --------- | ------------ | ------------ | ------------- |
| 1         | Városháza    | Városháza    |               |
| 1E        | Városháza    | Városháza    |               |
| 2         | Városháza    | Vasútállomás |               |
| 2E        | Városháza    | Vasútállomás |               |
| 2i        | Városháza    | Vasútállomás | Iskola járat. |

## Elővárosi buszok

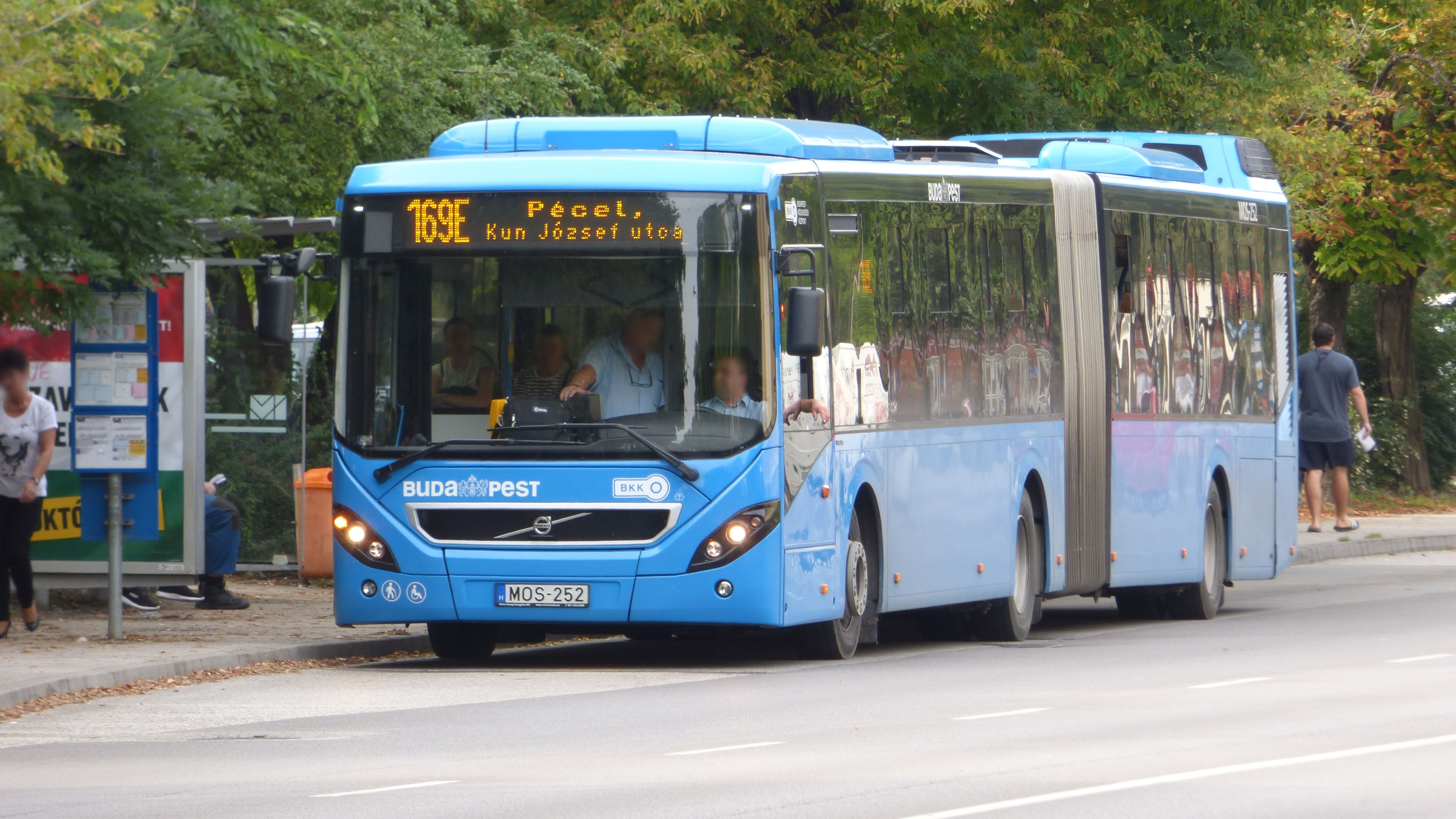
A Volánbusz Volvo 7900A busza közlekedik Pécel felé

Pécelt számos elővárosi és helyközi autóbusz érinti. Budapesttel összeköttetést biztosít a BKK 169E és az éjszakai 956-os buszai, valamint a MÁV Személyszállítási Zrt. 449-es és 484-es buszai. Ezeken kívül ugyancsak Pécelről indul egy Auchan-busz, ami a maglódi áruházhoz közlekedik.
| Vonalszám | Végállomások             | Végállomások           | Péceli szakasz                                | Megjegyzés      |
| --------- | ------------------------ | ---------------------- | --------------------------------------------- | --------------- |
| 169E      | Örs vezér tere M+H       | Pécel, Kun József utca | Pécel, Pesti út 110. – Pécel, Kun József utca |                 |
| 449       | Pécel, Vasútállomás      | Csömör, Laky park      | Pécel, Vasútállomás – Pécel, Orvosi rendelő   |                 |
| 484       | Budapest, Örs vezér tere | Dány, autóbusz-forduló | Pécel, Határ utca – Pécel, gimnázium          |                 |
| 956       | Hűvösvölgy               | Pécel, Kun József utca | Pécel, Pesti út 110. – Pécel, Kun József utca |                 |
| Auchan    | Auchan Áruház Maglód     | Vasútállomás           | Kun József utca – Vasútállomás                | Ingyenes járat. |

## Elővárosi vonatok

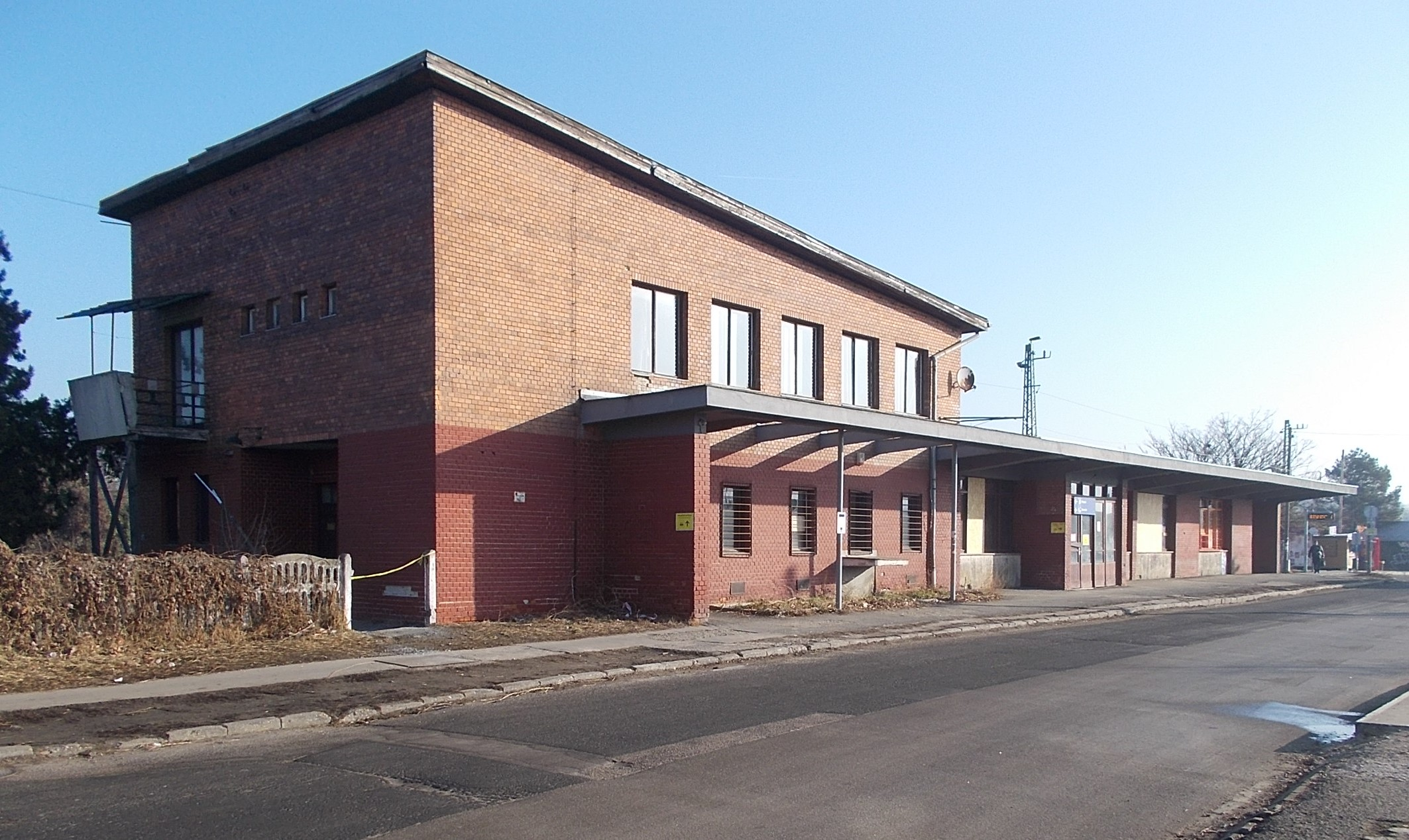
Pécel vasútállomás felvételi épülete

A várost merőlegesen szeli át a Budapest–Sátoraljaújhely-vasútvonal. A vasútállomása a központban helyezkedik el, ahol a helyi és elővárosi buszokra is van átszállási lehetőség. Az állomáson megálló S80-as és G80-as személyvonatok egész nap félórás követési idővel közvetlen eljutást nyújtanak Budapest mellett Isaszegre és Gödöllőre, kora reggel és késő este pedig Hatvan és Füzesabony felé is.
| Vonalszám | Útvonal | Gyakoriság                   |
| --------- | --- | ---------------------------- |
| S80       | Budapest-Keleti – Kőbánya felső – Rákos – Akadémiaújtelep – Rákosliget – Rákoscsaba-Újtelep – Rákoscsaba – Pécel – Isaszeg – Gödöllő-Állami telepek – Gödöllő (– Máriabesnyő – Bag – Aszód – Hévízgyörk – Galgahévíz – Tura – Hatvan – napi 1 tovább Füzesabony felé) | Félóránként                  |
| G80       | Isaszeg → Pécel → Rákoscsaba → Rákosliget → Akadémiaújtelep → Budapest-Keleti | Munkanapokon 3 Budapest felé |

## Díjszabás
A helyi járat díjszabását a szolgáltatást megrendelő önkormányzat határozza meg, és rögzíti a szolgáltatóval megkötött közszolgáltatási szerződésben. A helyi jegyek és bérletek kizárólag csak a helyi járatokon érvényesek.
A Pécelre betérő 169E és 956-os buszokon a BKK díjszabása van érvényben. A vonaljegyek a busz teljes útvonalán érvényesek, az ettől olcsóbb és kedvezményre is kiváltható környéki helyközi vonaljegyek Péceltől csak a budapesti érvényességi határig, a Színes utca megállóhelyig érvényesek. A Budapest-bérletek nem érvényesek Pécel területén, ezeknek az érvényességi határuk szintén a Színes utca megállóhely. A két vonal péceli szakaszára lehetőség van környéki bérletet váltani, ami budapesti érvényességi határig érvényesek, illetve környéki helyi bérletet is, ami csak Pécel közigazgatási határain belül érvényes.
A MÁV Személyszállítási Zrt. helyközi járatain a megtett út után számolják a díjakat.
A maglódi Auchan áruházhoz közlekedő buszok ingyenesek.